# Gaffelkabeljauw
Phycis blennoides is een straalvinnige vissensoort uit de familie van Oost-Atlantische gaffelkabeljauwen (Phycidae). De wetenschappelijke naam van de soort is voor het eerst geldig gepubliceerd in 1768 door Brünnich.

Verspreidingsgebied van Phycis blennoides